# イギリス民謡組曲
イギリス民謡組曲（またはイングランド民謡組曲、英：English Folk Song Suite ）はレイフ・ヴォーン・ウィリアムズが1923年に作曲した吹奏楽曲。作曲者の吹奏楽曲のうちで最も有名な作品であり、また吹奏楽のレパートリーの中でも古典的名曲とされている。民謡を使った親しみやすい曲調で、技術的に難しくないことから、今日でも中学生などにも好んで取り上げられる。

## 概要
ヴォーン・ウィリアムズは作曲家として大成する以前には、自国イングランドの民謡の収集に力を注いでいた。それは晩年の大作に至るまでヴォーン・ウィリアムズの作風に影響を及ぼしたが、一方でまた民謡素材をほぼそのままに近い形で扱った楽曲もいくつか書いており、その一つがこの組曲である。
曲は1923年に王立軍楽学校の司令官ジョン・サマヴィル大佐の依頼で作曲され、同年7月にヘクター・A・アドキンズ中尉指揮の王立軍楽隊により、トゥイッケンハイムで初演された（7月4日にトゥイッケナム（en:Twickenham）のネラーホール（en:Kneller Hall）でB.ガビングズの指揮により行われたという説もある）。なお、初演時の版は4曲から構成されていたが、その第2曲は後に独立した吹奏楽作品・行進曲『海の歌』とされ、組曲は短調と長調の2つの行進曲の間に間奏曲をはさむ現行の構成になった。
1924年にゴードン・ジェイコブによって管弦楽およびブラス・バンド用の編曲が行われている。

## 楽器編成
| 木管 | 木管                             | 金管  | 金管            | 弦・打 | 弦・打                                             |
| ---- | -------------------------------- | ----- | --------------- | ------ | -------------------------------------------------- |
| Fl.  | 1, Picc.                         | Crnt. | Solo + 2, Tp. 2 | Cb.    | 1                                                  |
| Ob.  | 2                                | Hr.   | 4               | Timp.  | 1                                                  |
| Fg.  | 1                                | Tbn.  | 2, Bass         | 他     | シンバル, バスドラム, スネアドラム, トライアングル |
| Cl.  | Solo + 3, E♭, Alto, Bass, C-Bass | Eup.  | 1               | 他     | シンバル, バスドラム, スネアドラム, トライアングル |
| Sax. | Alt. 1 Ten. 1 Bar. 1 Bass 1      | Tub.  | 1               | 他     | シンバル, バスドラム, スネアドラム, トライアングル |

## 楽曲構成
上述のように、現行版は3曲からなる。全曲で約11分。
第1曲　行進曲「日曜日には十七歳」（March - "Seventeen Come Sunday"）
アレグロ、ヘ短調、4分の2拍子。「日曜日には十七歳」、「可愛いキャロライン(Pretty Caroline)」、トリオで「富める人とラザロ(Dives and Lazarus)」の3つの民謡が奏される。A-B-C-B-Aの形式。
第2曲　間奏曲「私の素敵な人」（Intermezzo - "My Bonny Boy"）
アンダンティーノ、ヘ短調、4分の3拍子。三部形式で、オーボエとコルネットの独奏で現れる「私の素敵な人」と中間部の「緑の茂み(Green Bushes)」の2つの民謡からなる。
第3曲　行進曲「サマセットの民謡」（March - "Folk Songs from Somerset"）
アレグロ、変ロ長調、4分の2拍子。複合三部形式で、「朝露を吹き飛ばせ(Blow Away the Morning Dew )」、「高地ドイツ(High Germany)」、「とても高い木(またはWhistle, Daughter, Whistle)」、「ジョン・バーリーコーン(John Barleycorn)」の4つの民謡が主部と中間部にそれぞれ2つずつ奏される。
なお「富める人とラザロ」は、ヴォーン・ウィリアムズの『富める人とラザロの5つの異版』にも用いられているほか、「緑の茂み」はパーシー・グレインジャーやジョージ・バターワースによっても作品の素材に使われている。